# Suzuki XF 650 Freewind
Die Suzuki XF 650 Freewind ist ein Motorrad der Reiseenduro-Klasse mit Einzylindermotor, das von der Firma Suzuki ab 1997 gebaut und zwischen 1997 und 2003 auch nach Deutschland importiert wurde. Knapp 7000 Maschinen wurden bis heute in Deutschland zugelassen.

## Beschreibung
Die XF 650 ist ein Kraftrad mit Kastenschwinge, Kettenantrieb und über dem Motor angeordnetem Tank. Weder Antiblockiersystem noch Katalysator wurden angeboten. Eine Besonderheit ist dagegen die Multifunktionsanzeige im Cockpit: In einer rechteckigen Flüssigkristallanzeige sind die Geschwindigkeitsanzeige, eine Drehzahlanzeige als Balkendiagramm und die Segment-Tankanzeige zusammengefasst. Weiters hat das Krad eine zweifarbige Lackierung, bei der die Tankverkleidung eine andere Farbe trug als die übrigen Verkleidungsteile der Maschine.

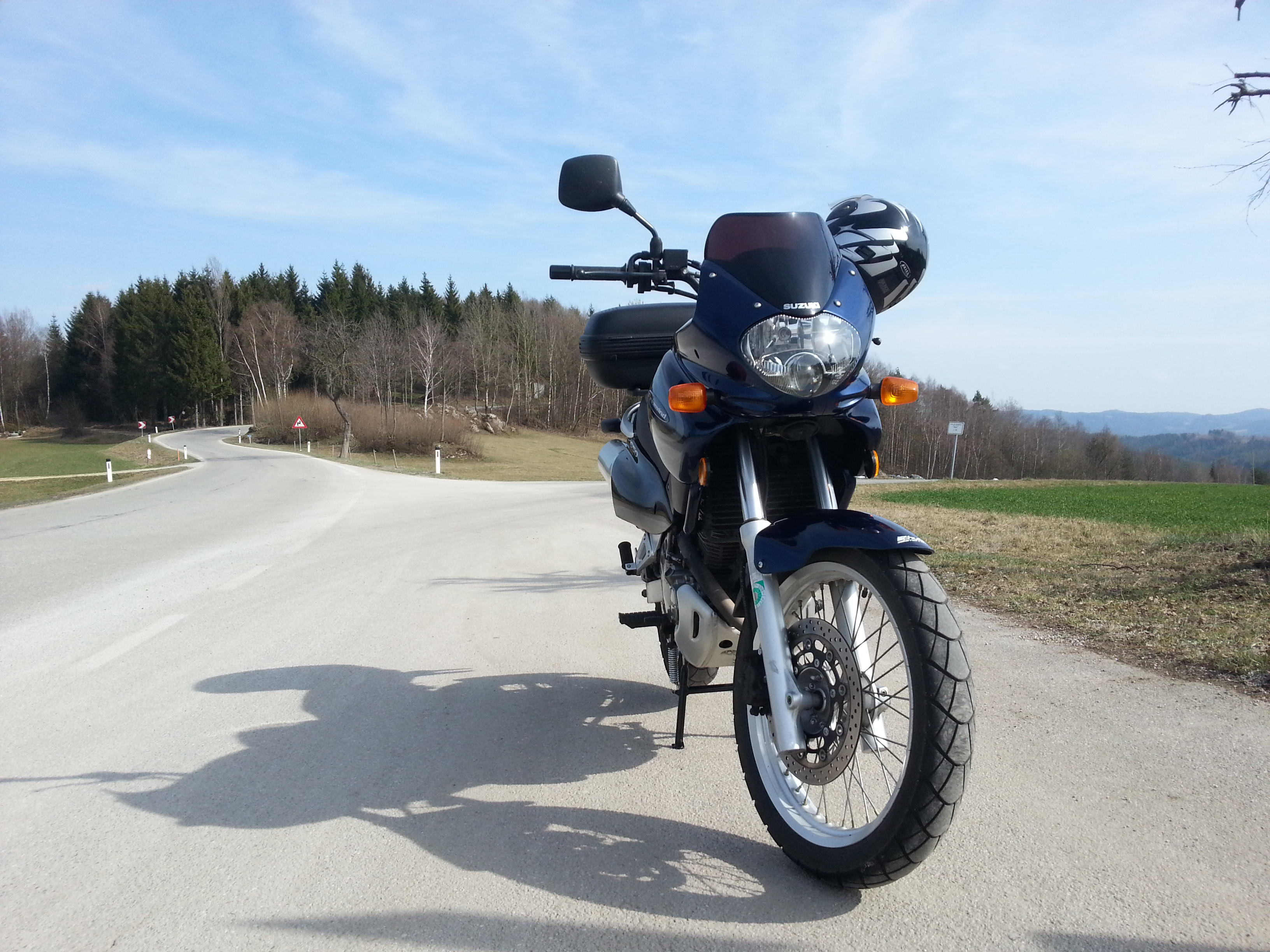
Suzuki XF650 Facelift mit Topcase und Hauptständer

## Service
Die Serviceintervalle liegen bei 6.000 km. Das Ventilspiel soll alle 12.000 Kilometer nachgestellt werden.

## Technische Daten

### Motor
- luft- und ölgekühlter Viertakt-Einzylindermotor mit einer obenliegenden Nockenwelle mit Steuerkette, eine Ausgleichswelle, 4 Ventile pro Zylinder, Nasssumpfschmierung, 2 × Vergaser Mikuni BSR32 ⌀ 32, elektronische Transistor-Spulenzündung mit 2 Zündkerzen, E-Starter, Drehstromlichtmaschine 200 Watt, Batterie 12V/8Ah
- Bohrung × Hub 100 × 82 mm
- Hubraum 644 cm³
- Verdichtungsverhältnis 9,5:1
- Nennleistung: 25/35 kW (gedrosselt/ungedrosselt) bei 7000/min
- max. Drehmoment: 51 Nm bei 5500/min
- Kraftübertragung: Primärantrieb über Zahnräder, mechanisch betätigte Mehrscheiben-Ölbadkupplung, Fünfgang-Getriebe, O-Ring-Kette
- Beschleunigung: 0 auf 100 km/h in 4,9s (ungedrosselt)

### Fahrwerk
- Vorderradaufhängung: Teleskopgabel mit Schraubenfeder, ölgedämpft, Teleskopgabelweg 170 mm
- Hinterradaufhängung: Schwinge mit Hebelsystem, ölgedämpftes Federbein, Hinterradfederweg 167 mm
- Scheibenbremse vorn, ⌀ 300 mm, Doppelkolben-Schwimmsattel
- Scheibenbremse hinten, ⌀ 240 mm, Einkolben-Schwimmsattel
- Reifengröße vorn 100/90 19 57H, mit Schlauch
- Reifengröße hinten 130/80 R17 65H, mit Schlauch

### Maße und Gewichte
- Radstand 1465 mm
- Lenkkopfwinkel 60° 45'
- Nachlauf 105 mm
- Sitzhöhe 830 mm
- Tankinhalt 18,5 Liter, (davon 4,5 Liter Reserve)
- Trockengewicht 168 kg
- Höchstgeschwindigkeit 160 km/h

## Zubehör
- Topcaseträger
- Halterung für Seitenkoffer
- Motorschutzbügel
- höheres Windschild
- Hauptständer
- Handprotektoren (modellspezifisch)